# Juri Nikolajewitsch Tscherwanjow
Juri Nikolajewitsch Tscherwanjow (russisch Юрий Николаевич Черванёв, engl. Transkription Yuriy Chervanyov; * 15. Januar 1958 in Baranawitschy) ist ein ehemaliger sowjetischer Hürdenläufer, der sich auf die 110-Meter-Distanz spezialisiert hatte.
1980 siegte er bei den Halleneuropameisterschaften in Sindelfingen über 60 Meter Hürden und wurde Achter bei den Olympischen Spielen in Moskau.
Bei den Halleneuropameisterschaften 1981 in Grenoble wurde er Fünfter über 50 Meter Hürden, und bei den Halleneuropameisterschaften 1982 in Mailand erreichte er im Finale über 60 Meter Hürden nicht das Ziel.
1981 wurde er sowjetischer Meister über 110 Meter Hürden im Freien, 1980 über 60 Meter Hürden in der Halle.

## Persönliche Bestzeiten
- 50 m Hürden (Halle): 6,62 s, 22. Februar 1981, Grenoble
- 60 m Hürden (Halle): 7,54 s, 2. März 1980, Sindelfingen
- 110 m Hürden: 13,54 s, 11. Juni 1980, Moskau